# Aqdas
Aqdas (persiska: اقدس) är en ort i Iran.   Den ligger i provinsen Esfahan, i den centrala delen av landet, 300 km söder om huvudstaden Teheran. Aqdas ligger 2 496 meter över havet och antalet invånare är 3 805.
Terrängen runt Aqdas är varierad.Runt Aqdas är det glesbefolkat, med 14 invånare per kvadratkilometer. Närmaste större samhälle är Fereydunshahr, 9,5 km söder om Aqdas. Trakten runt Aqdas består i huvudsak av gräsmarker.